# Proformica nasuta
Proformica nasuta är en myrart som först beskrevs av Nylander 1856.  Proformica nasuta ingår i släktet Proformica och familjen myror.

## Underarter
Arten delas in i följande underarter:
- P. n. metalica
- P. n. nasuta
- P. n. syrdariana

## Bildgalleri

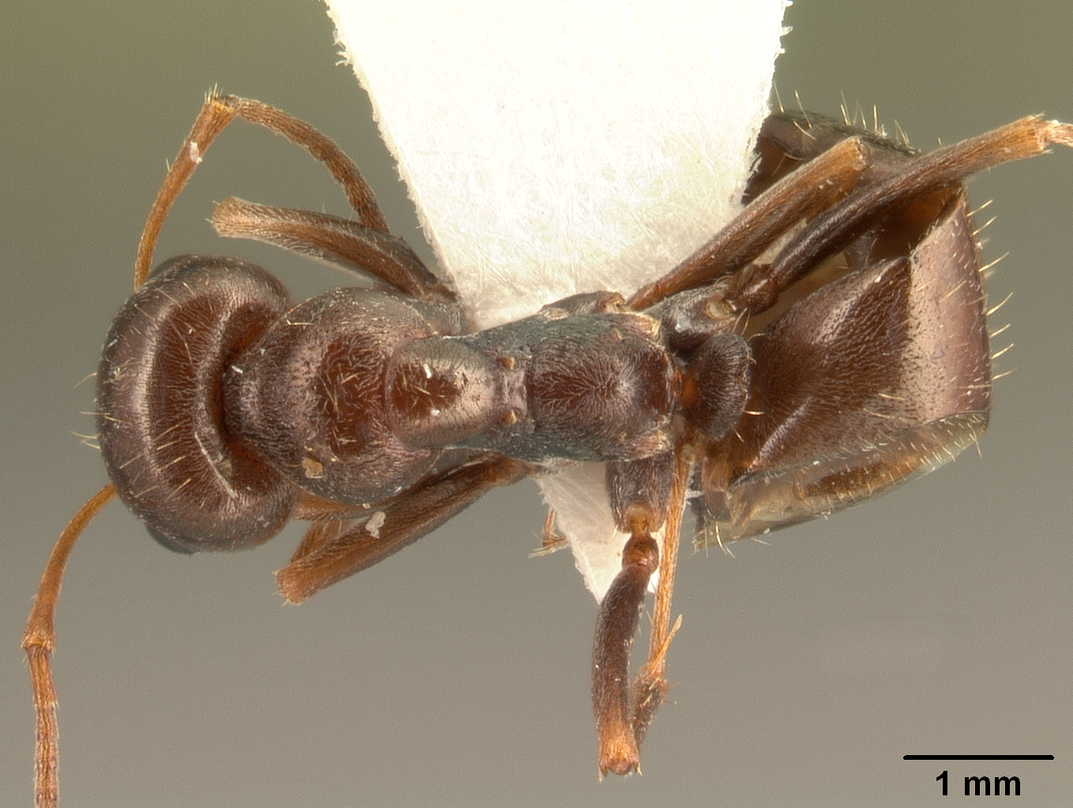
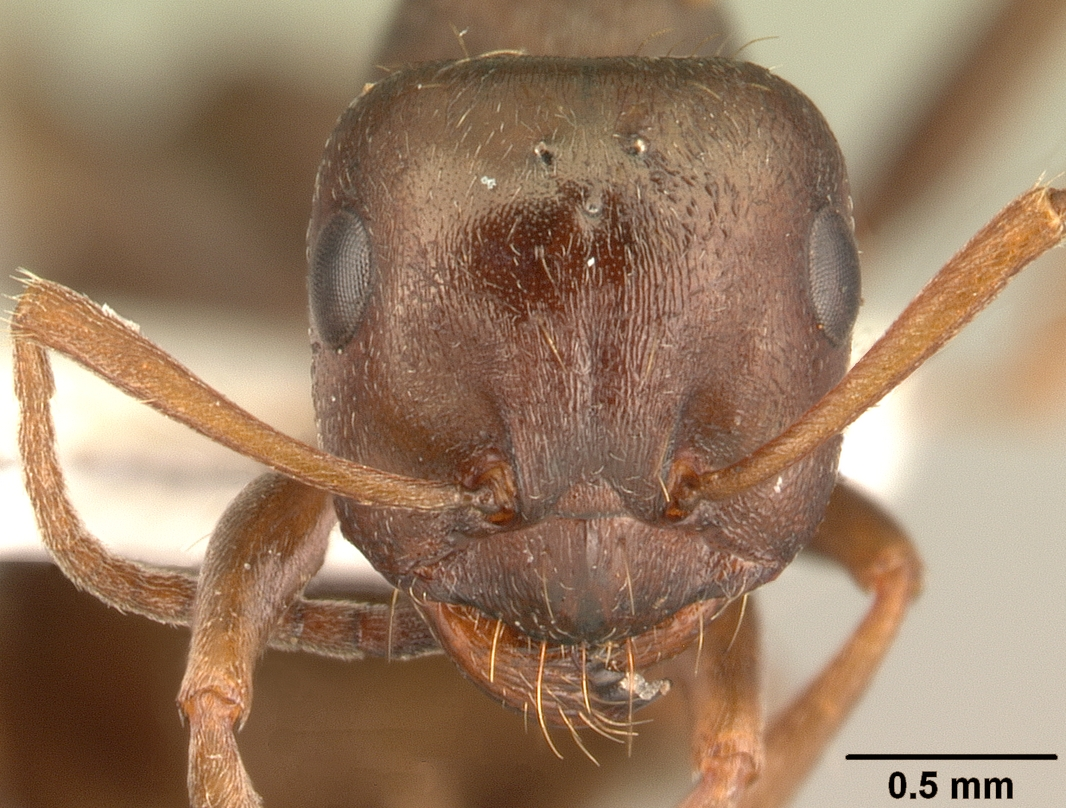
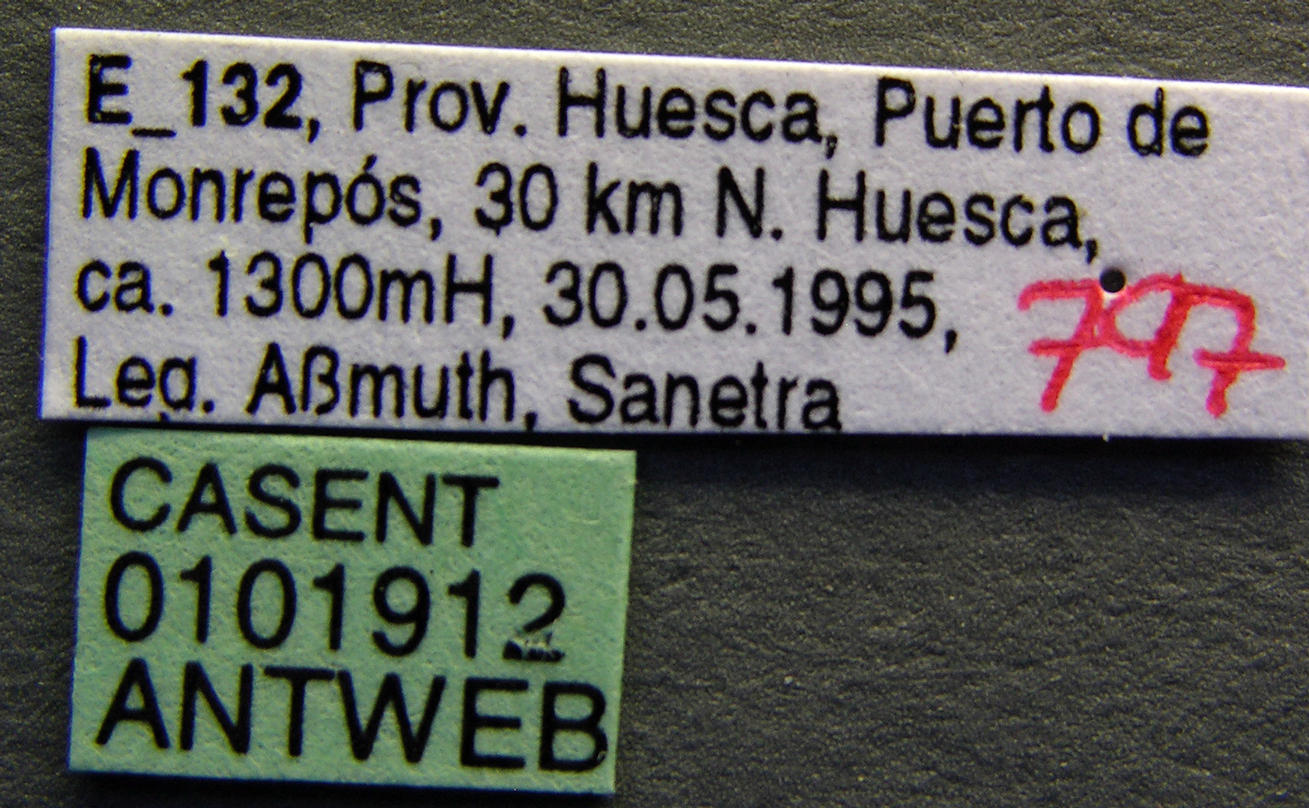
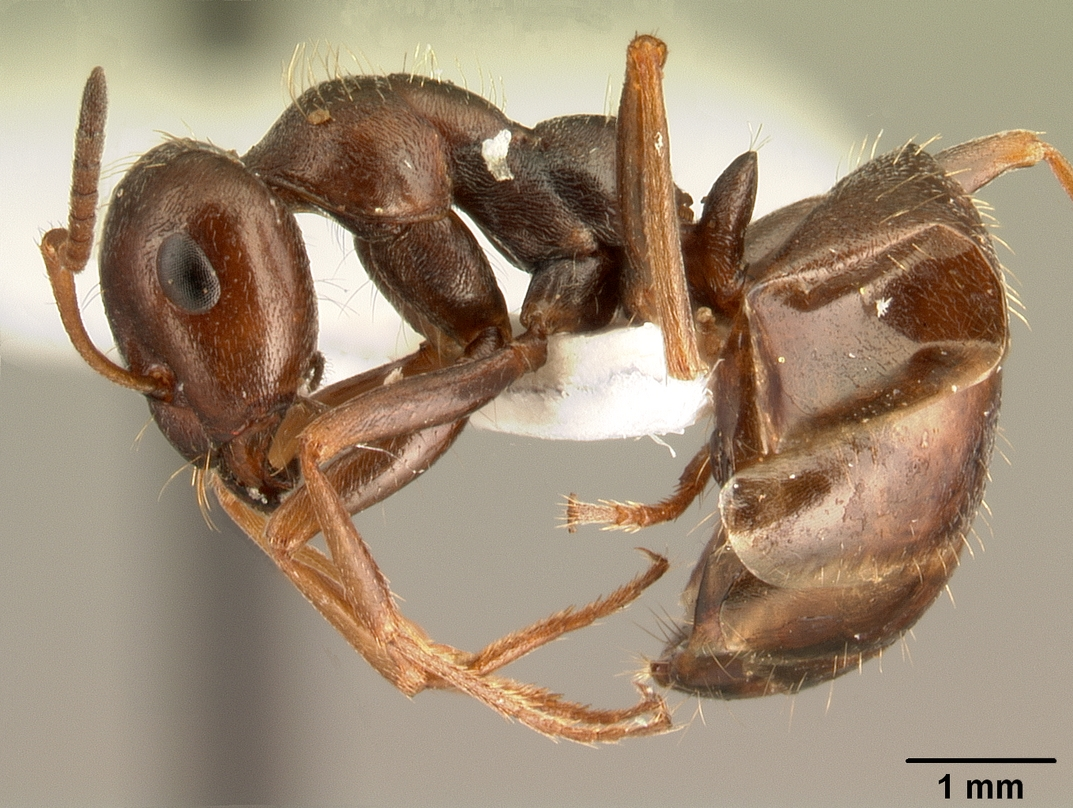
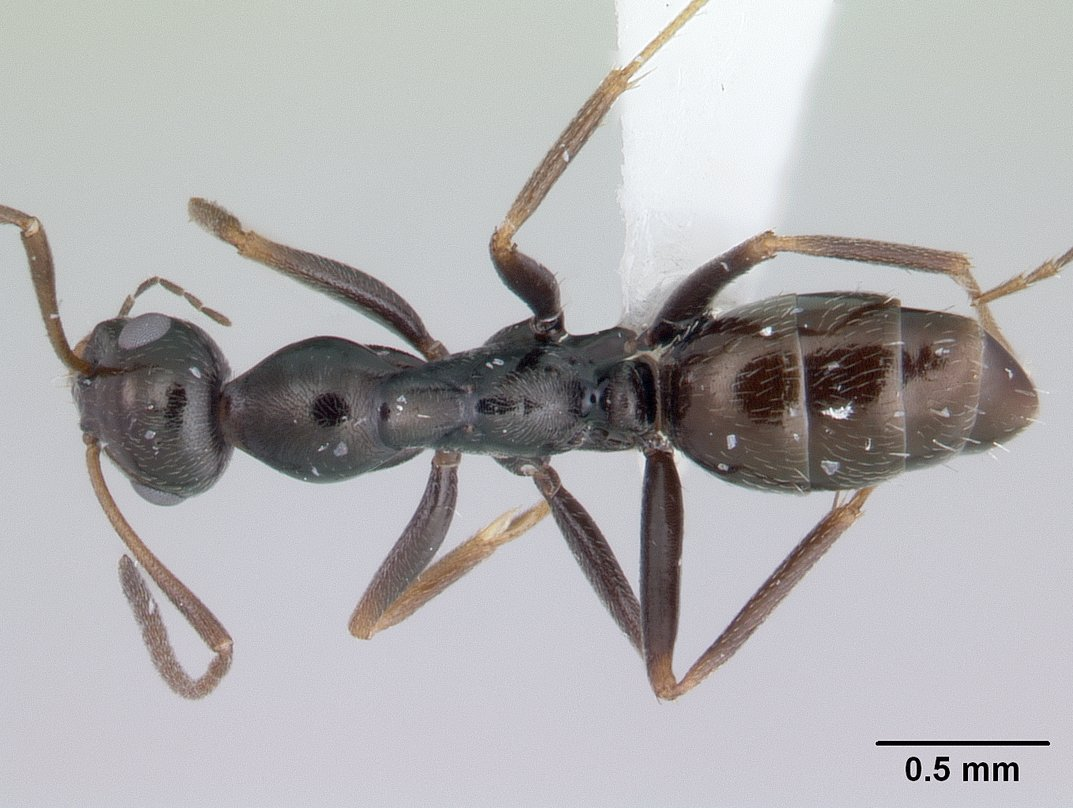
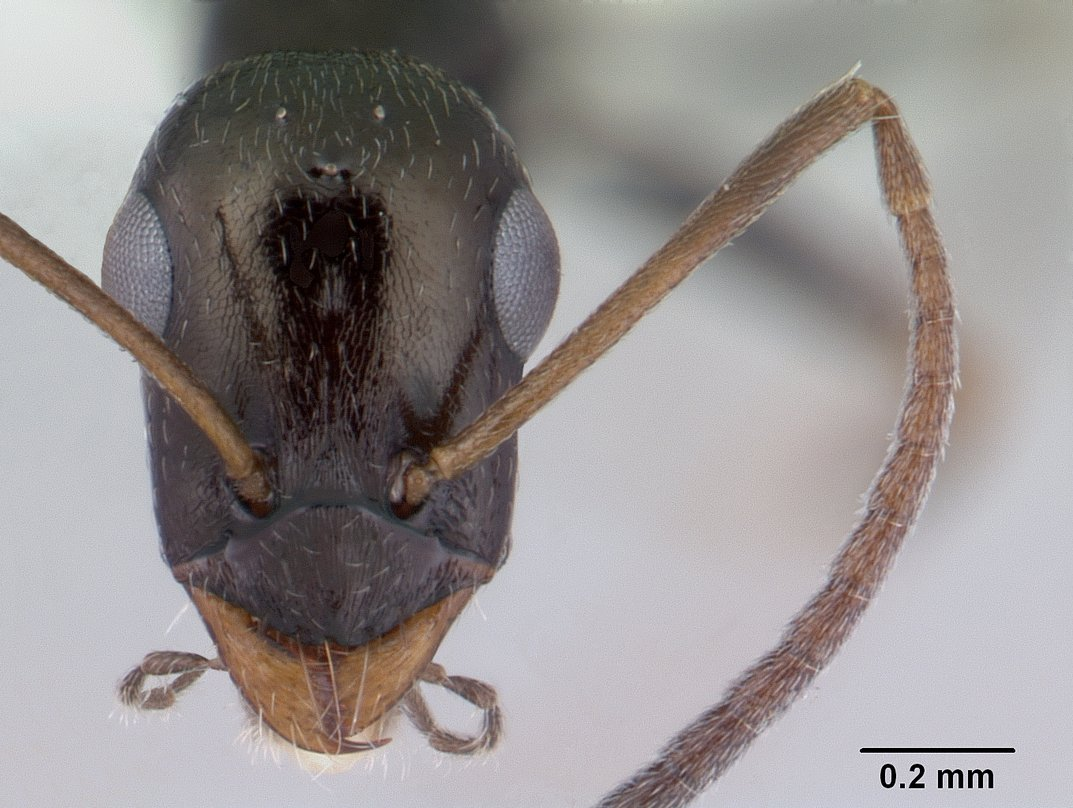